# Вислоцкая, Михалина
Михали́на А́нна Висло́цкая (пол. Michalina Anna Wisłocka, в девичестве — Бра́ун (пол. Braun); 1 июля 1921, Лодзь, Польша — 5 февраля 2005, Варшава, Польша) — польская врач-гинеколог, сексолог, автор книги «Искусство любви» — первого для стран коммунистического лагеря экспертного пособия по вопросам культуры секса.

## Биография
Михалина Браун родилась в интеллигентной семье; её отец работал школьным учителем (а позже директором) в Лодзе, мать принадлежала к дворянскому роду, давала уроки польского языка. До Второй мировой войны семья проживала в здании школы, но в 1939 году была вынуждена перебраться в Краков. Вскоре Михалина вышла замуж за химика Станислава Вислоцкого, с которым познакомилась ещё в 12-летнем возрасте. Пара уехала в Варшаву, где оба работали в госпитале и состояли в движении сопротивления нацистам.
В 1952 году Вислоцкая окончила Вроцлавский медицинский университет. В 1959 году получила специализацию в области акушерства и гинекологии, а спустя 10 лет — степень доктора медицинских наук.
В 1957 году вместе с профессором Богданом Беднарским Михалина Вислоцкая стала сооснователем Общества сознательного материнства — организации, поддерживающей сексуальное просвещение молодежи.
В 1978 году в свет вышло пособие Вислоцкой «Искусство любви», с которого начала набирать обороты открытость в вопросах обсуждения секса и сексуального поведения человека в Польше. Книга стала бестселлером: всего было продано более 7 миллионов её копий.
В соответствии с Постановлением президента Польши от 9 сентября 1997 года Михалина Вислоцкая награждена кавалерским крестом ордена Возрождения Польши.

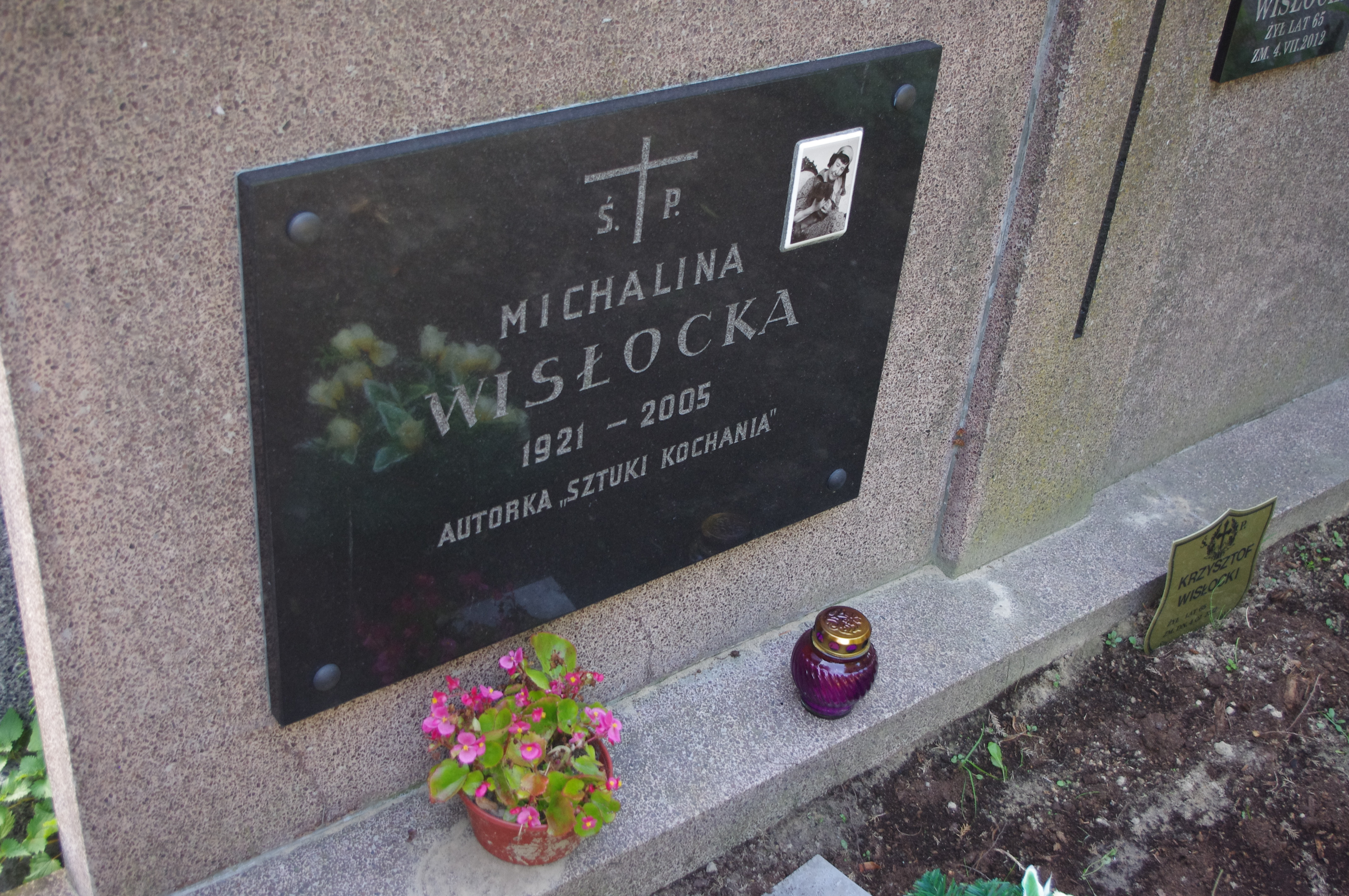
Гранитная плита на могиле Михалины Вислоцкой

Скончалась Михалина Вислоцкая в одной из варшавских больниц из-за осложнений, вызванных перенесённым инфарктом миокарда. Была похоронена 11 февраля 2005 года на лютеранском кладбище Варшавы.

## Память
Именем Михалины Вислоцкой были названы Парк любви в Любневице, а также один из скверов в Лодзе.
В 2017 году на экраны вышел биографический фильм режиссёра Марии Садовской о самом знаменитом польском гинекологе и сексологе — «Искусство любви. История Михалины Вислоцкой».

## Публикации
- Техника предотвращения беременности (пол. Technika zapobiegania ciąży) — 1959
- Методы предотвращения беременности (пол. Metody zapobiegania ciąży) — 1976
- Искусство любви (пол. Sztuka kochania) — 1978
- Культура любви (пол. Kultura miłości) — 1980
- Калейдоскоп секса (пол. Kalejdoskop seksu) — 1986
- Искусство любви: двадцать лет спустя (пол. Sztuka kochania: w dwadzieścia lat później) — 1988
- Искусство любви: витамин „Л” (пол. Sztuka kochania: witamina „M”) — 1991
- Успех в любви (пол. Sukces w miłości) — 1993
- Малинка, Братек и Ясь (пол. Malinka, Bratek i Jaś) — 1998
- Любовь на всю жизнь: воспоминания о беззаботном времени (пол. Miłość na całe życie: wspomnienia z czasów beztroski) — 2002